# Marcia Novo
Marcia Almeida Novo (Parintins, 27 de novembro de 1987) é uma cantora e compositora brasileira.
Seu primeiro CD, intitulado Simplesmente Novo, foi lançado de forma independente em 2010, produzido por ela própria. O seu segundo CD de trabalho Amazônia Pop, foi lançado em 2012 na área VIP do Tropical Hotal, que contou com participação do compositor André Abujamra, na faixa "A Minha Menina" (de Jorge Ben Jor).
Lançou em 2014, o clipe "Tocando Bola na Amazônia", música feita por ela própria em parceria com Cileno, em homenagem à Copa do Mundo, que ocorreu no Brasil entre 12 de junho a 13 de julho. O clipe contou com participação do músico Bebeto.